# Supercode
Supercode, Supercode II a Supercode III jsou soubory rutin strojového kódu pro počítače Sinclair ZX Spectrum. Uživatel může tyto rutiny využít ve svých programech. Autory souborů rutin jsou Freddy A. Vachha a V. B. Rumsey pracujícími společně pod značkou Supersoft Systems. Vydavatelem souborů rutin je CP Software. První soubor rutin Supercode byl vydán v roce 1983 a obsahuje 100 rutin, Supercode II a Supercode III byly vydány v roce 1984.
Supercode obsahuje rutiny pro různé oblasti oblasti použití jako rutiny pro kompresi dat, přečíslování řádků programů v Basicu, převodník mezi desítkovou a šestnáctkovou soustavou, rutina pro čtení hlaviček souborů na kazetě, či rutina, které přidává písmenům diakritiku. Ke každé rutině je připojena její dokumentace a demo ukazující její použití.
Supercode II k rutinám již obsaženým v Supercode přidává několik nových rutin, celkem je obsaženo přes 120 rutin. K souboru byly dodávány dva manulály, původní manuál k Supercode a doplňkový k přidaným rutinám. Několik z přidaných rutin jsou spojeny s použitím ZX Microdrive. Nově také byla přidána rutina pro záznam a přehrávání hlasu nebo hudby.
Supercode III přidává další nové rutiny, celkově obsahuje 152 rutin.
Soubory rutin Supercode inspirovaly i jiné autory, aby vydali podobné soubory k volnému použití, např. New-Supercode od Janusze Gajdeckého, či Super Codes II od Alexeje Bykova
Rutiny ze Supercode i New-Supercode jsou využívány v postupech tvorby her v knize Как написать игру для ZX Spectrum od A. Kapulceviče.